# بادي ستيوارت
بادي ستيوارت (بالإنجليزية: Buddy Stewart)‏ هو عازف جاز ومغني أمريكي، ولد في 1922 في ديري في الولايات المتحدة، وتوفي في 1 فبراير 1950 في نيومكسيكو في الولايات المتحدة.

## وصلات خارجية
- بادي ستيوارت على موقع IMDb (الإنجليزية)
- بادي ستيوارت على موقع ميوزك برينز (الإنجليزية)
- بادي ستيوارت على موقع أول ميوزيك (الإنجليزية)
- بادي ستيوارت على موقع ديسكوغز (الإنجليزية)